# سالم كيشوشي
سالم كيشوشي (بالفرنسية: Salim Kechiouche)‏
```
هو 
ممثل
 
فرنسي
، ولد في 2 أبريل 1979 
بليون
 في 
فرنسا
.
```

## وصلات خارجية
- سالم كيشوشي على موقع IMDb (الإنجليزية)
- سالم كيشوشي على موقع روتن توميتوز (الإنجليزية)
- سالم كيشوشي على موقع قاعدة بيانات الأفلام العربية
- سالم كيشوشي على موقع ألو سيني (الفرنسية)
- سالم كيشوشي على موقع أول موفي (الإنجليزية)
- سالم كيشوشي على موقع قاعدة بيانات الأفلام السويدية (السويدية)
- سالم كيشوشي على موقع قاعدة بيانات الفيلم (الإنجليزية)
- سالم كيشوشي على موقع كينوبويسك (الروسية)